# 林家 (囲碁)
林家（はやしけ）は、本因坊家・安井家・井上家と並ぶ、江戸時代の囲碁の家元四家の一つである。林家は始祖とされる林利玄の弟子の林門入（門入齋）が興した家であるが、他家より立家が遅く、名人も出していない。適当な後継者がいなかったため本因坊家から跡目を迎えたケースも多く、江戸期を通じて弱小勢力であった。明治に入り、十三世の 秀榮が本因坊家に戻ってその名跡を継いだため林家は絶家となった。
林家は初代が門入齋で、二世以降は代々「門入」を名乗った（九世門悦、本因坊家から移った十一世元美、十三世秀栄を除く）。このため跡目時代の名乗りを「門入」の前に加えて表記し、区別することが多い。

## 歴代当主
- 一世 林門入斎（1583-1667）準名人
- 二世 林門入（1640-1686）六段
- 三世 林玄悦門入（1675-1719）五段
- 四世 林朴入門入（1670-1740）七段
- 五世 林因長門入（1690-1745）八段準名人
- 六世 林門利門入（1707-1746）七段上手
- 七世 林転入門入（1730-1757）七段上手
- 八世 林祐元門入（1732-1798）七段上手
- 九世 林門悦（1756-1813）（林門悦門入）七段上手
- 十世 林鉄元門入（1785-1819）六段
- 十一世 林元美（1778-1861）八段準名人
- 十二世 林柏栄門入（1805-1864）七段
  - 跡目 林有美（1831-1862）六段
- 十三世 林秀栄（1852-1907）十九世本因坊秀栄 九世名人

## 人物
五世 林因長門入
本因坊道知の弟子であったが、本因坊家から移って林家を継いだ。八段準名人に昇り、名人碁所就位を目指すが、他家の反対にあって断念した。
十一世 林元美
本因坊烈元の弟子であったが、本因坊家から移って林家を継いだ。本因坊丈和の名人就位に協力したが、後に不和となって丈和を引退に追い込む役割を演じた。「碁経衆妙」や「爛柯堂棋話」などの棋書の執筆でも知られる。

## 分家
林家の分家林藤三郎の養女林佐野、及びその養女林文子（喜多文子）は、明治時代の女傑として女流棋士の先駆け的活躍をし、同時に多くの女流棋士を育て、今日の興隆に繋がっている。林佐野の養子だった石井千治は林を名乗ったことがある。
なお、林佐野の三女の林きくも女流棋士であり、林元美の著作『爛柯堂棋話』をまとめて出版したことでも知られる。